# Hambühren
Hambühren is een gemeente in de Duitse deelstaat Nedersaksen. De gemeente behoort bestuurlijk tot de Landkreis Celle en telt 10.628 inwoners.

## Geografie, infrastructuur
Hambühren strekt zich uit over ruim 56 vierkante kilometer. De plaats ligt maar zes kilometer van het stadscentrum van Celle verwijderd. De Aller stroomt in het noorden door de gemeente.

### Indeling van de gemeente
De gemeente Hambühren bestaat uit de volgende vier dorpen en drie gehuchten:
- Hambühren-Dorf (of Hambühren I)
- Hambühren-Siedlung (of Hambühren II), een nederzetting, die na de Tweede Wereldoorlog is gebouwd
- Oldau, direct ten noorden van Ovelgönne
- Ovelgönne, aan de B 214, direct ten westen van Hambühren

- Allerhop, een gehucht ten zuidoosten van Rixförde
- Rixförde, een anno 2019 ietwat vervallen landgoed, afgelegen gesitueerd in de bossen ten zuidwesten van Hambühren
- Schönhop, een gehucht ten zuiden van Hambühren

### Verkeerswegen
Hambühren ligt vlak bij de Bundesstraße 214 tussen Celle en Nienburg (Weser).

### Openbaar vervoer
Vanaf 1903 hadden Hambühren en Oldau stationnetjes aan de kleine spoorlijn Schwarmstedt - Celle v.v.. Het treinverkeer op deze lijn werd voor reizigersvervoer gestaakt in 1966, voor goederenvervoer in 1985.
Openbaar-vervoerreizigers kunnen sinds 1985 op werkdagen eenmaal per uur lijnbus 800 naar Celle v.v. nemen, maar zijn verder op -slechts sporadisch rijdende- scholierenbusdiensten aangewezen.

## Geschiedenis

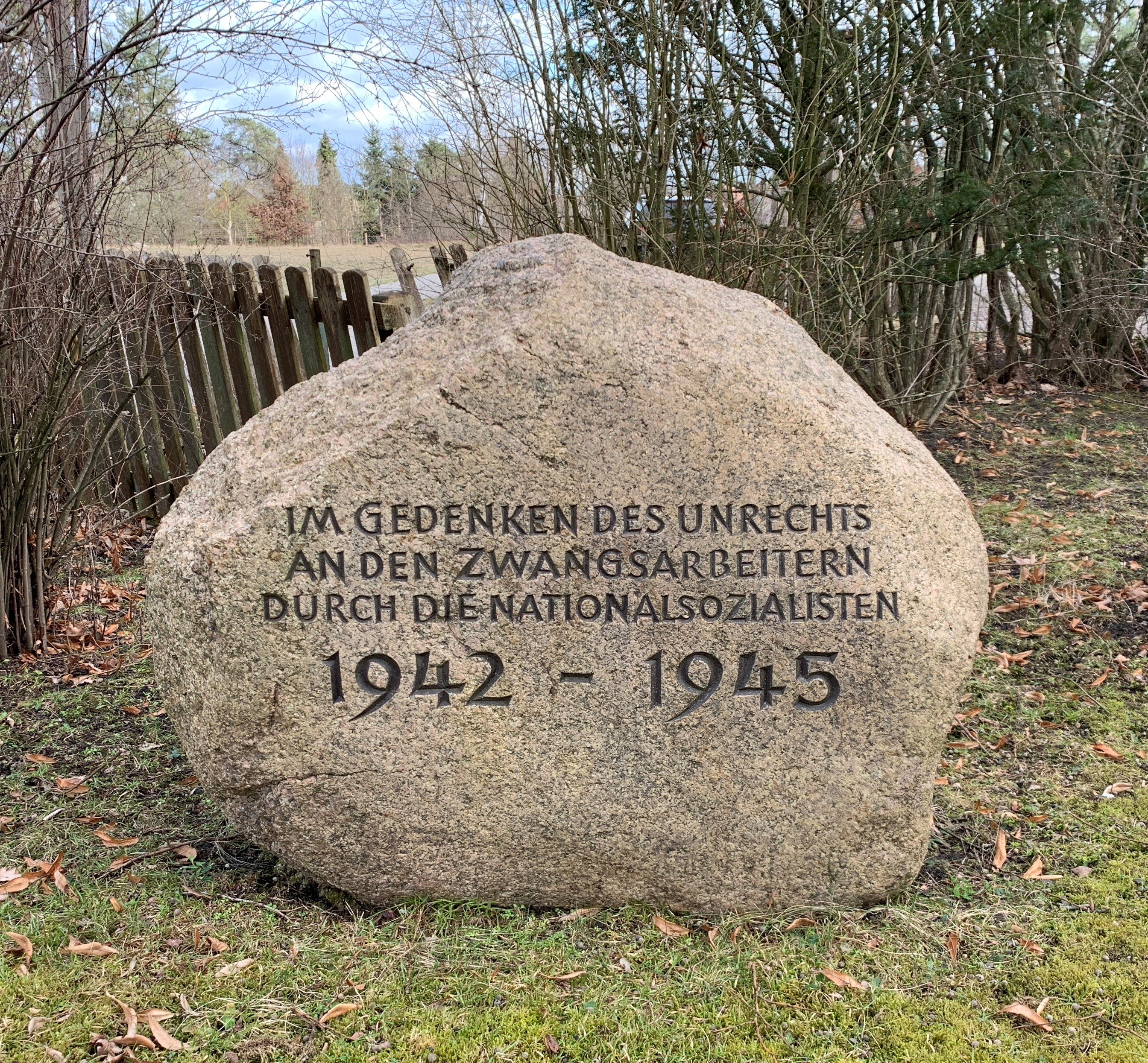
Gedenksteen slachtoffers werk- en concentratiekamp

Hambühren is schriftelijk bekend sinds 1235. De plaats Oldau werd voor het eerst in 1378 schriftelijk vermeld.
In de 18e eeuw werd de beek Burgdorfer Aue met 12 km verlengd tot het (niet bevaarbare) Aller-Fuhsekanaal, uitsluitend ter verbetering van de waterhuishouding van Celle , Hambühren en omgeving. In oktober 1857 werd Hambühren door een grote brand grotendeels verwoest.
De plaats Ovelgönne is gesticht door de bouw van een kalimijn, die in 1925 werd gesloten. Tijdens de Tweede Wereldoorlog werd nabij deze plaats een munitiefabriek in gebruik genomen. In deze fabriek werden veel dwangarbeiders tewerkgesteld, in 1940-1941 veel Nederlanders, daarna veel mensen uit de toenmalige Sovjet-Unie. Officieel was deze locatie het concentratiekamp Waldeslust. Dit was van augustus 1944 tot 4 februari 1945 een buitenkamp (Außenlager) van kamp Bergen-Belsen. De gevangenen, Joodse vrouwen uit Polen, werden als mijnwerkers en bouwvakkers tewerkgesteld.  Na de oorlog maakten de munitiefabriek en de barakken van het kamp plaats voor het nieuwe dorp Hambühren II.
De huidige gemeente Hambühren ontstond op 1 januari 1970 als gevolg van een gemeentelijke herindeling van de voorheen zelfstandige gemeenten Hambühren en Oldau.

## Monumentale gebouwen, bezienswaardigheden
- Landgoed Rixförde, historisch theehuis
- Ev.-luth. Auferstehungskirche (Opstandingskerk) (1950) in een verbouwde stenen barak van de voormalige munitiefabriek, monument voor de tijd van de Tweede Wereldoorlog en kort daarna
- Waterkrachtcentrale te Oldau (1911), industrieel erfgoed
- Monumentale brug over het Aller-Fuhsekanaal (1795)
- De gemeente ligt in een bosrijke omgeving met de nodige wandelmogelijkheden. Hambühren beschikt over een camping aan de zuidoever van de Aller.

## Afbeeldingen

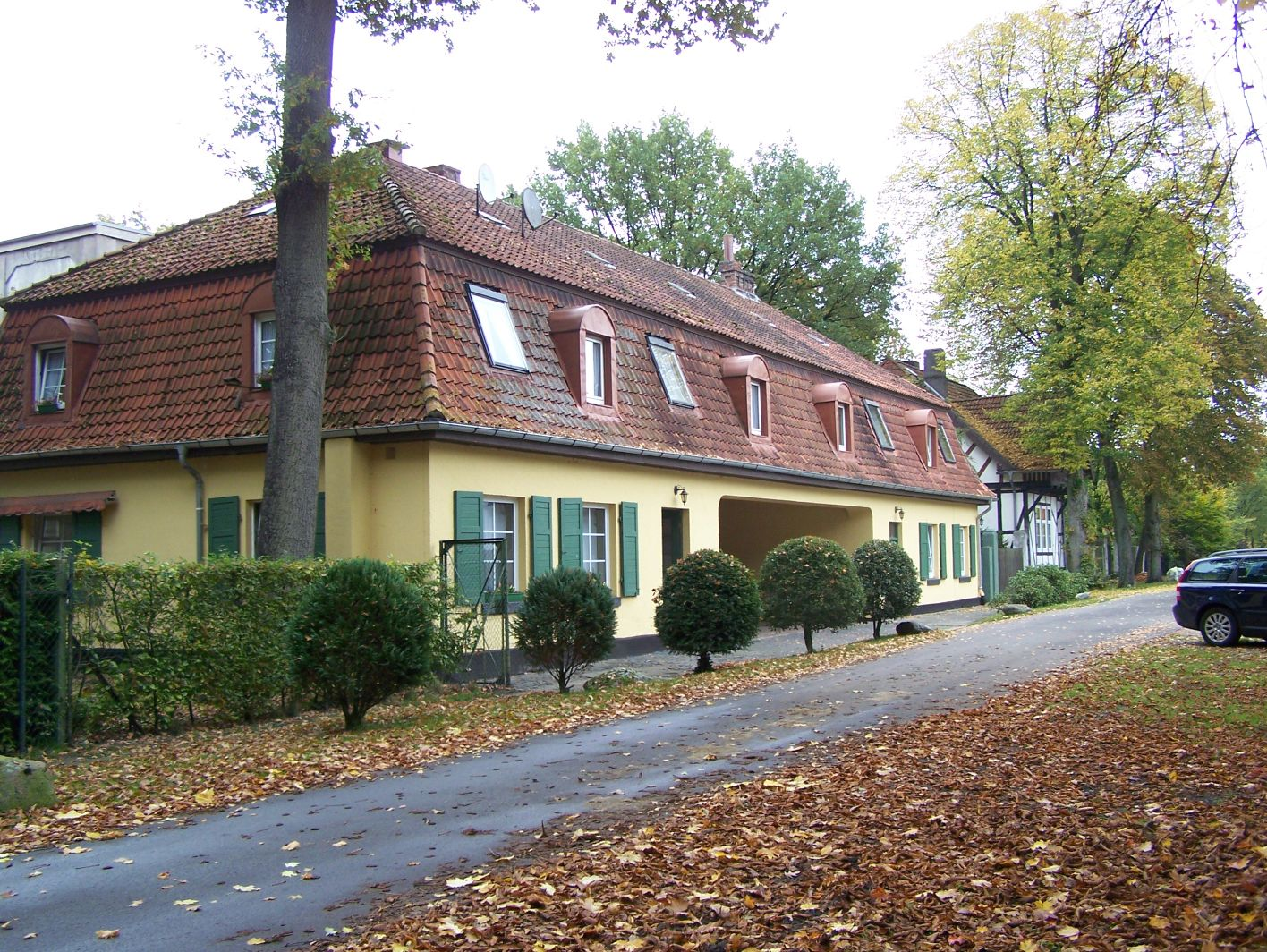
Landgoed Rixförde, historisch theehuis
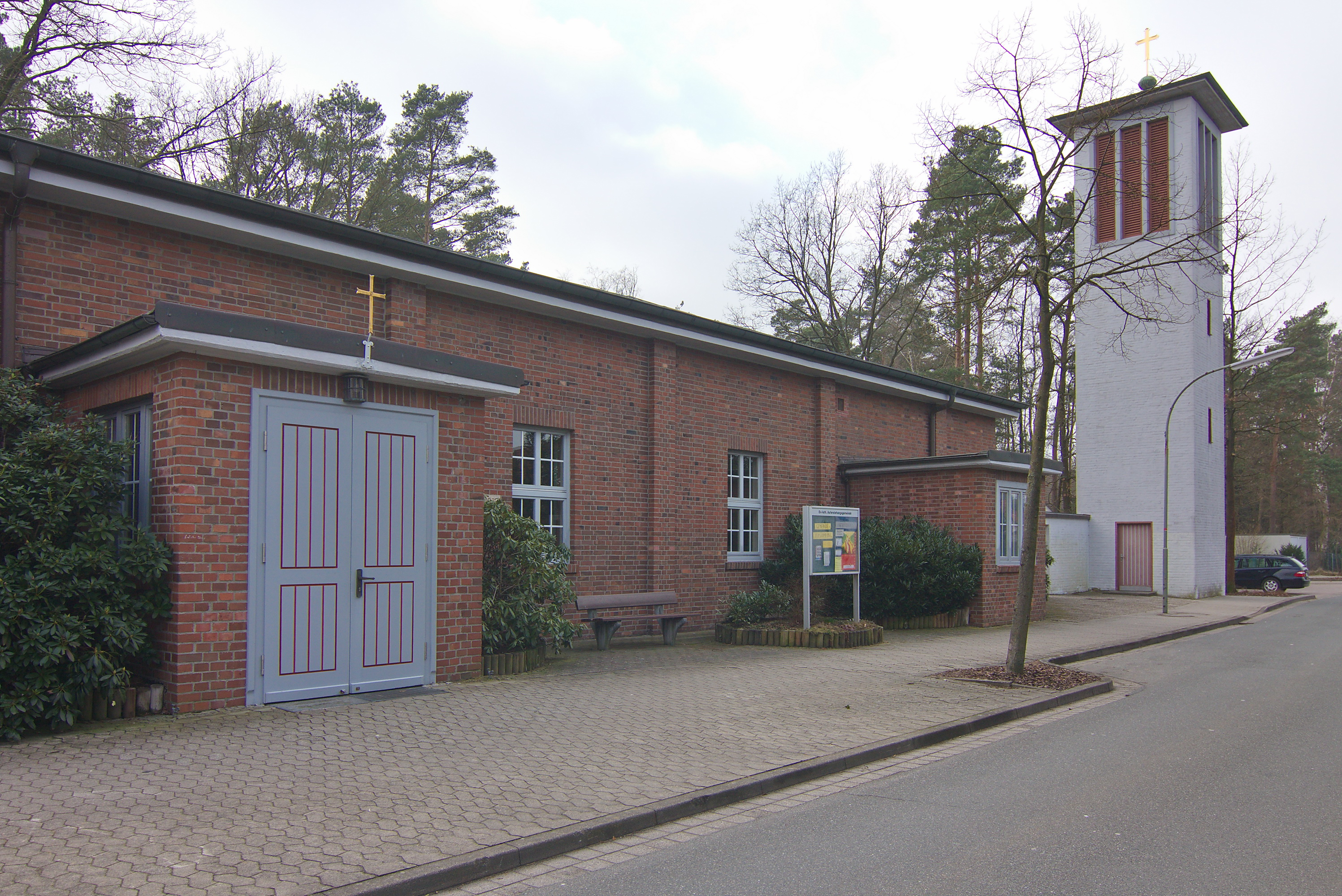
Opstandingskerk
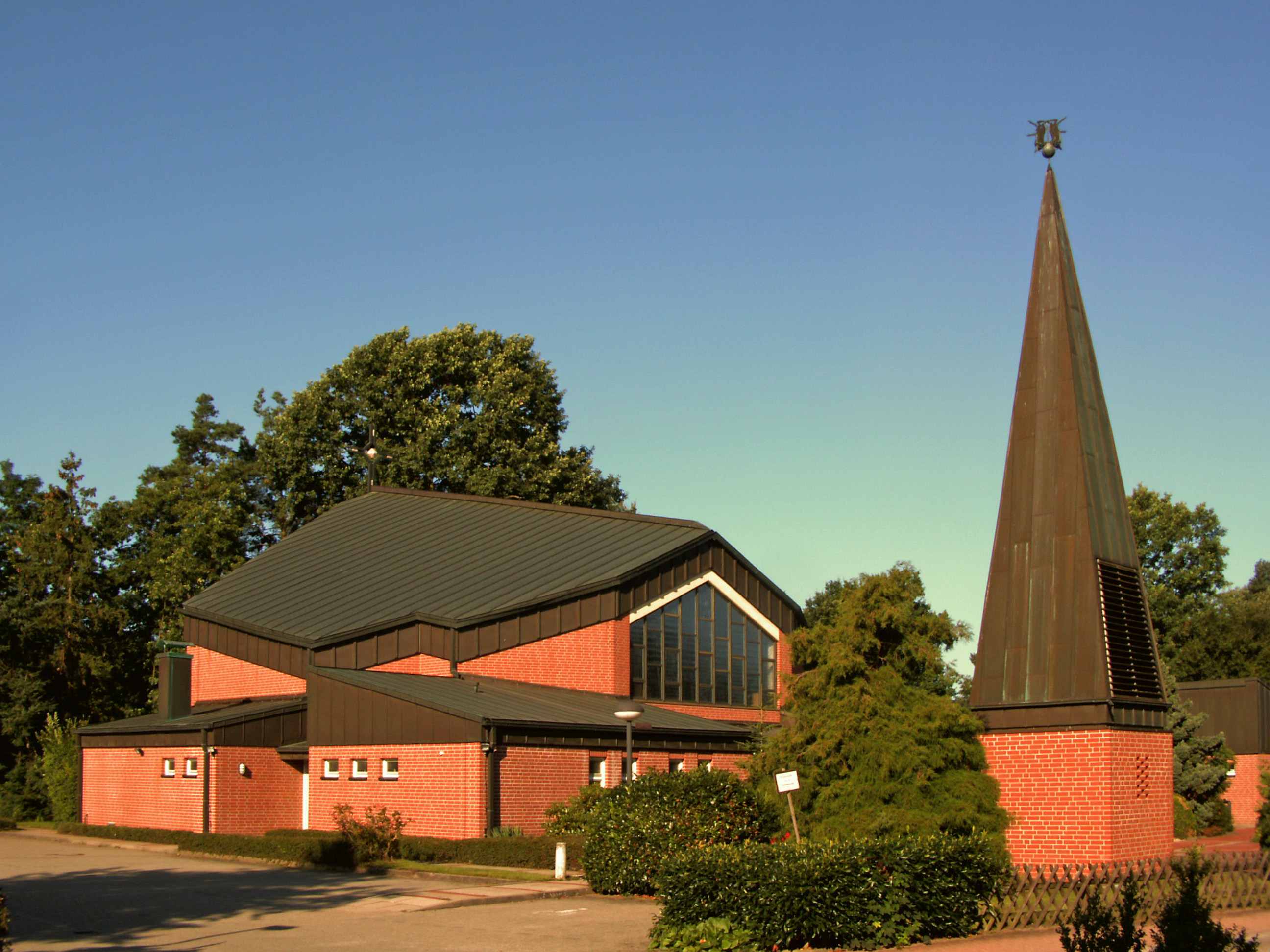
R.K. kerk der H. H. Beschermengelen (1987)
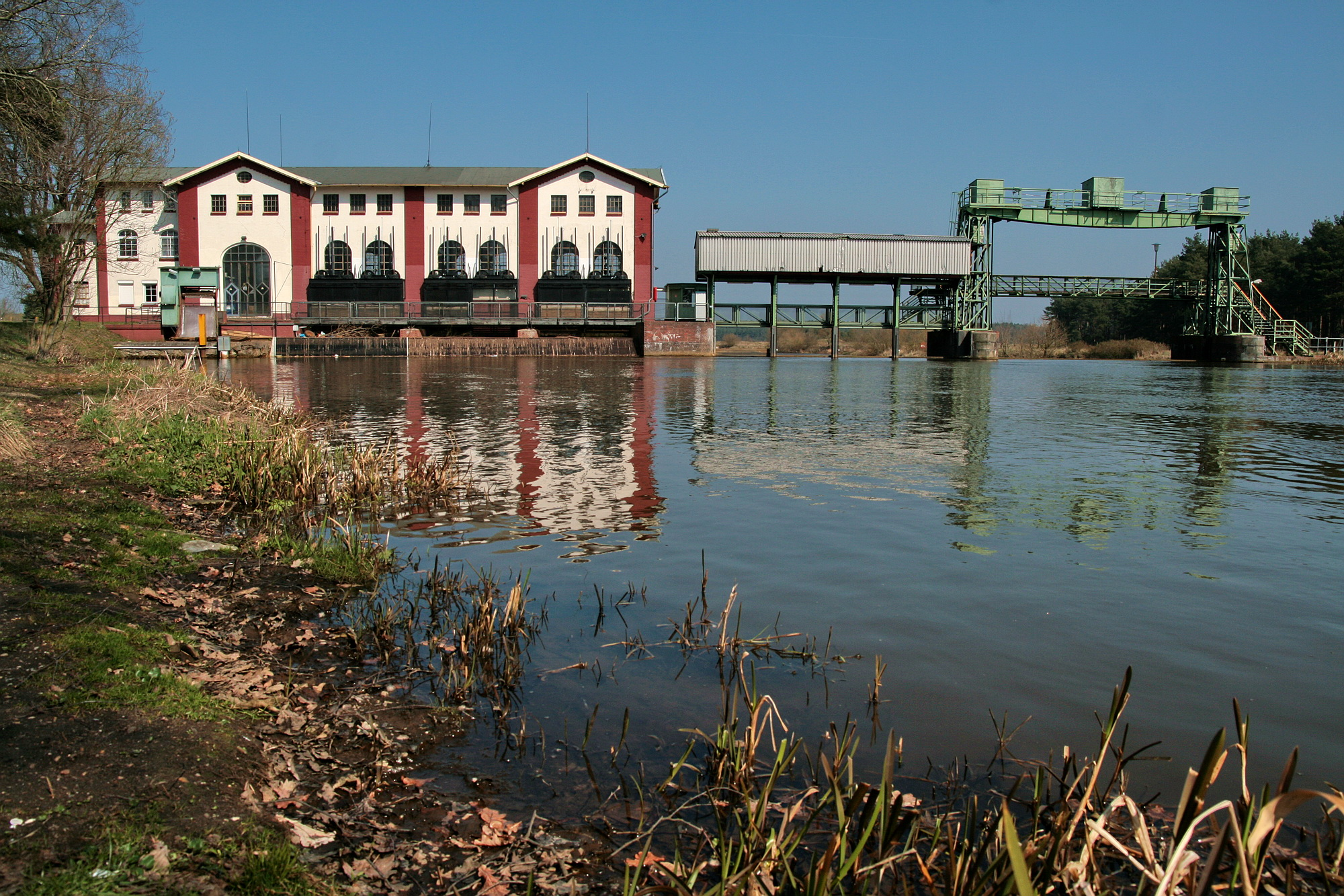
Waterkrachtcentrale te Oldau
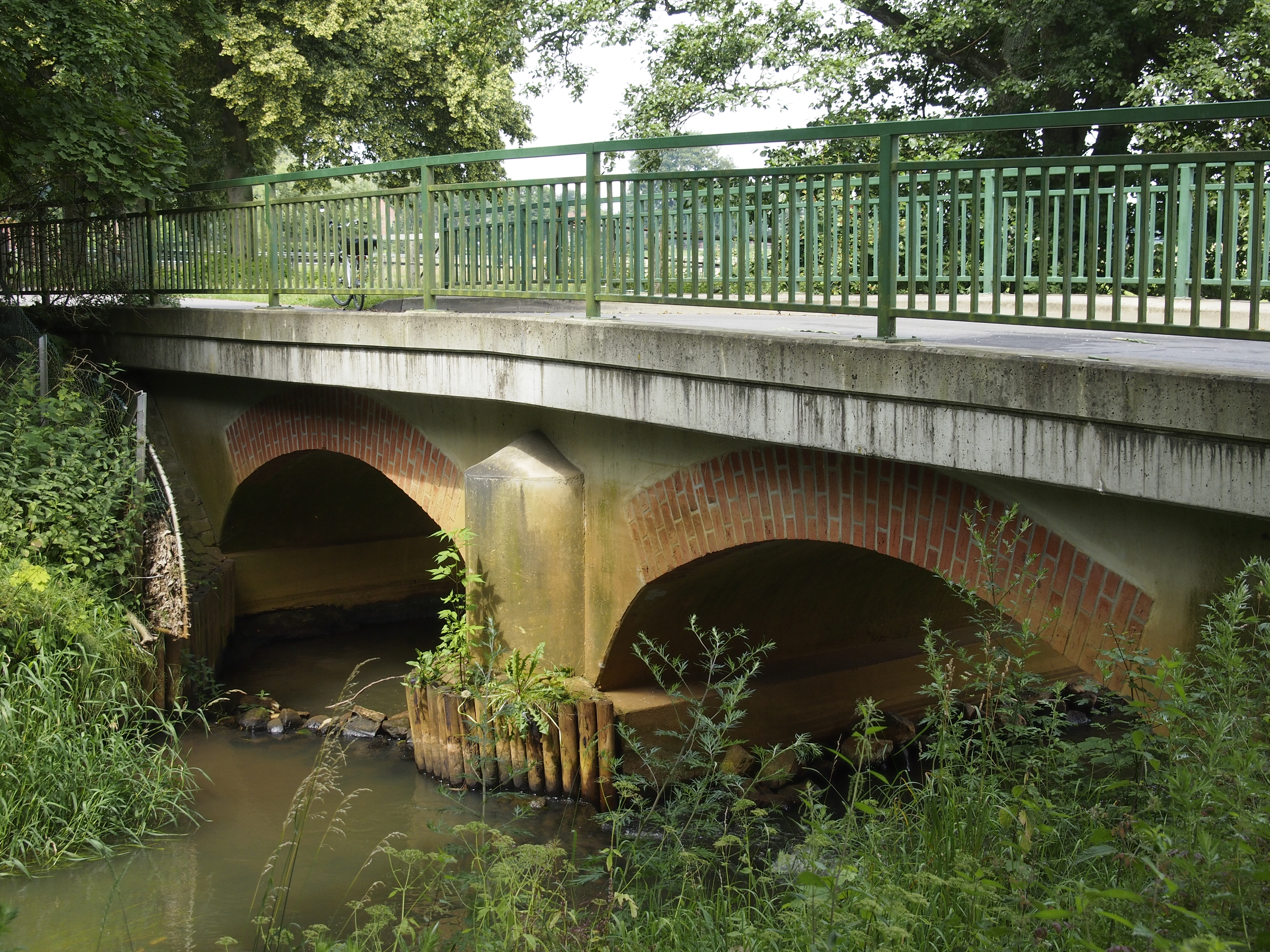
Brug over het Aller-Fuhsekanaal (1795)

## Politiek

### Gemeenteraad
De gemeenteraad van Hambühren heeft 26 zetels. Ambtshalve neemt ook de burgemeester zitting in de gemeenteraad. De zetelverdeling is sinds de gemeenteraadsverkiezingen van 2021 als volgt:
| Partij                                             | Zetels |
| -------------------------------------------------- | ------ |
| CDU                                                | 7      |
| SPD                                                | 7      |
| AfD                                                | 2      |
| FDP                                                | 2      |
| Bündnis 90/Die Grünen                              | 2      |
| Unabhängige Fortschrittliche Offensive             | 2      |
| Die Linke                                          | 1      |
| Lokale lijst Christlich Demokratische Wählergruppe | 3      |
| Burgemeester1                                      | 1      |

1 Ambtshalve

## Jumelages
De gemeente heeft jumelages met Verson en Tourville-sur-Odon in Frankrijk en met de gemeente Buk in Polen.

## Belangrijke personen in relatie tot de gemeente
- De componist en musicus Klaus Schulze woonde in de laatste jaren van zijn leven, tot kort voor zijn overlijden in april 2022, te Ovelgönne, gemeente Hambühren. Schulze had daar ook een opnamestudio.
- Carola Rackete, geboren op 8 mei 1988 te Preetz, kapitein van het reddingsschip Sea-Watch 3, bracht in juni 2019 ondanks een verbod van de Italiaanse autoriteiten op Lampedusa tijdens een wereldwijd opzien barende actie  53 Libische bootvluchtelingen aan land en  zat daarvoor korte tijd vast. Zij  woonde als kind te Hambühren

- Gemeinsame Normdatei: 4428362-3
- Virtual International Authority File: 245818640
- WorldCat: E39PCjGJc74vbBK8H6M9Jf6vQC

Adelheidsdorf ·
Ahnsbeck ·
Beedenbostel ·
Bergen ·
Bröckel ·
Celle ·
Eicklingen ·
Eldingen ·
Eschede ·
Faßberg ·
Hambühren ·
Hohne ·
Lachendorf ·
Langlingen ·
Lohheide (gemeentevrij gebied) ·
Nienhagen ·
Südheide ·
Wathlingen ·
Wienhausen ·
Wietze ·
Winsen (Aller)